# Headed for the Future
Headed for the Future es un álbum de estudio del cantautor estadounidense Neil Diamond, publicado en 1986 por Columbia Records. El álbum logró ubicarse en la posición No. 20 de la lista Billboard 200 estadounidense.

## Lista de canciones

### Lado A
1. "Headed for the Future" – 4:05 (Neil Diamond, Tom Hensley, Alan Lindgren)
2. "The Man You Need" – 4:01 (Neil Diamond, David Foster)
3. "I'll See You on the Radio (Laura)" – 3:48 (Burt Bacharach, Neil Diamond, Carole Bayer Sager)
4. "Stand up for Love" – 2:55 (Martin Page, Greg Phillinganes, Maurice White)
5. "It Should Have Been Me" – 4:27 (Bryan Adams, Jim Vallance)

### Lado B
1. "Lost in Hollywood" – 4:18 (Neil Diamond, Stevie Wonder)
2. "The Story of My Life" – 3:41 (Neil Diamond)
3. "Angel" – 4:01 (Bobby Caldwell, Steve Kipner)
4. "Me Beside You" – 3:54 (Burt Bacharach, Neil Diamond, Carole Bayer Sager)
5. "Love Doesn't Live Here Anymore" – 4:18 (Bobby Caldwell, William Meyers)